# خريش بن عبد الرحمن الكندي
خريش بن عبد الرحمن بن خريش الكندي (130 هـ - 186 هـ) ويعرف في بعض المصادر بحمديس هو زعيم قبيلة كندة في إفريقية، ثار في عام 186 هـ على إبراهيم بن الأغلب بعد أن إجتمع إليه عشرة ألاف مُقَاتل من قبائل العرب والبربر، فوجه إليه إبراهيم بن الأغلب جيشاً إستطاع التغلب عليه وقتله هو وجميع من معه.
جمع خريش قواته وعسكر في مدينة تونس، فوجه إليه ابن الأغلب جيشاً وجعل عليه أحد قادته وهو عُمَران بن مُجَالد، والتقوا في سبخة على أميالٍ من تونس، وأقتتلوا قتالاً شديداً، فظفر جيش ابن الأغلب به وقُتَل خريش بن عبد الرحمن، ودخل عُمَران مدينة تونس وأخذ بتتبع أصحاب خريش حتى قتلهم جميعاً.